# Sofía Franco
Sofía Franco (Lima, 25 de setembro de 1977) é uma modelo, atriz e apresentadora de televisão peruana.

## Filmografia
| Ano     | Título                            | Papel                   | Nota(s)                   |
| ------- | --------------------------------- | ----------------------- | ------------------------- |
| 1991    | Buscando a La Paquita Peruana     | Participante            | Finalista                 |
| 1995–96 | A mi manera                       | Modelo                  |                           |
| 1996    | 3, 2, 1... Juego!                 | Co-apresentadora        |                           |
| 1997    | Campaneando                       | Co-apresentadora        |                           |
| 1997–99 | Fin de Semana                     | Repórter                |                           |
| 2000    | Primer Impacto - Edición Nacional | Apresentadora           |                           |
| 2004    | Superstar                         | Apresentadora           |                           |
| 2005    | Buenos días, Perú                 | Apresentadora           | Bloco de shows            |
| 2005    | Gente Dmente                      | Apresentadora           |                           |
| 2006    | Detrás del crimen                 | Daniela                 | Episodio "El caso Utopía" |
| 2006–07 | Bloop TV                          | Apresentadora           |                           |
| 2007    | Ayer y Hoy                        | Apresentadora           |                           |
| 2008    | Véalo Mejor                       | Apresentadora           |                           |
| 2009–11 | A primera hora                    | Apresentadora           | Bloco de shows            |
| 2009    | Amor, amor, amor                  | Apresentadora           |                           |
| 2010–12 | Amor, amor, amor                  | Apresentadora           |                           |
| 2011–12 | Espectáculos                      | Apresentadora           |                           |
| 2013    | La noche es mía                   | Reportera               |                           |
| 2013–16 | Al aire                           | Apresentadora           |                           |
| 2013-14 | Esto es guerra                    | Apresentadora convidada |                           |
| 2015    | El gran show: segunda temporada   | Participante            | 8° lugar                  |
| 2017    | Cuéntamelo Todo                   | Apresentadora           |                           |